# 910th Airlift Wing

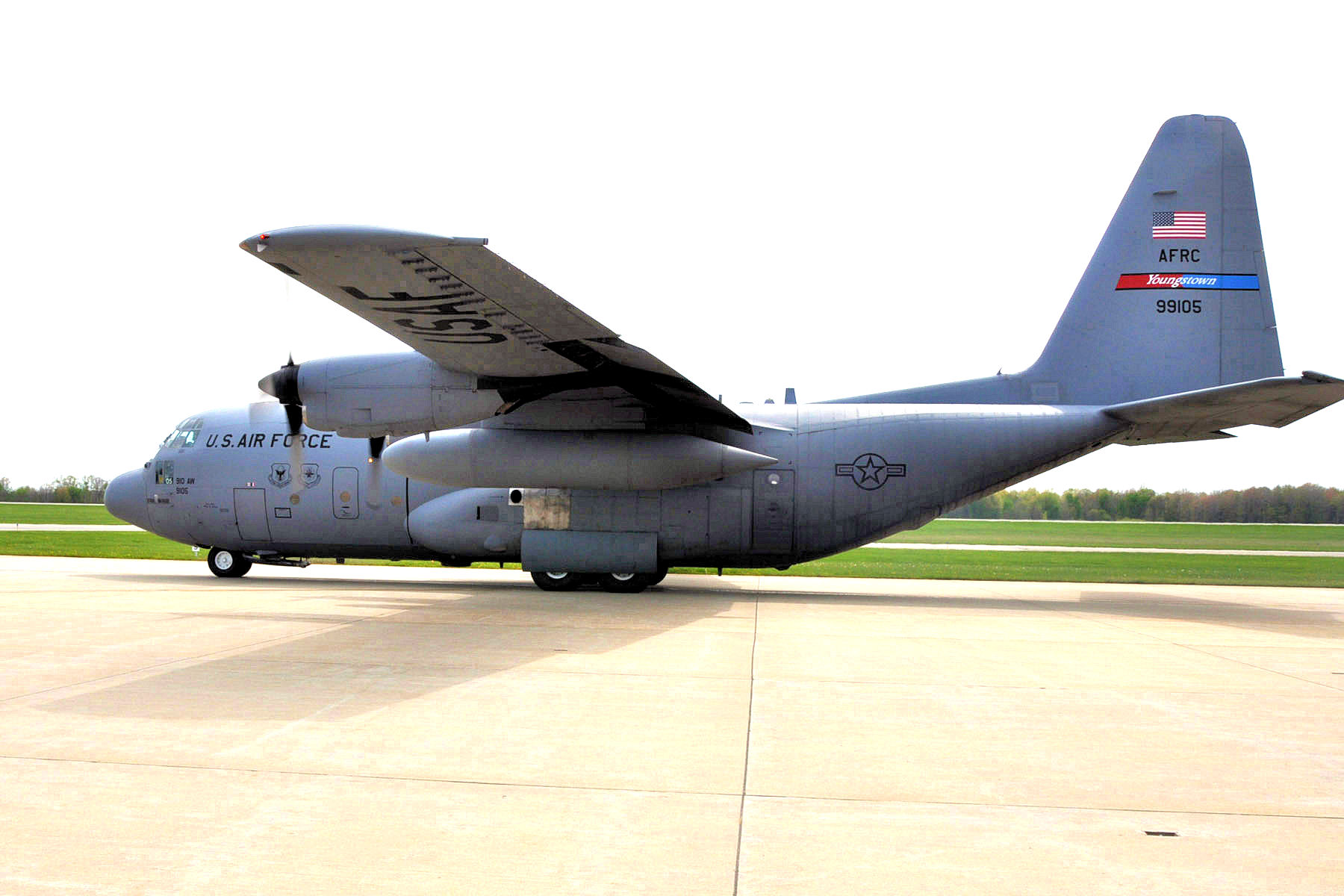
C-130H dello Stormo

Il 910th Airlift Wing è uno stormo da trasporto dell'Air Force Reserve Command, inquadrato nella Twenty-Second Air Force. Il suo quartier generale è situato presso la Youngstown Air Reserve Station, nell'Ohio.

## Organizzazione
Attualmente, al settembre 2017, lo stormo controlla:
- 910th Operations Group, striscia di coda rossa e azzurra con scritta Youngstown bianca
  -  757th Airlift Squadron . Equipaggiato con 8 C-130H
  - 910th Operations Support Squadron
- 910th Maintenance Group
  - 910th Aircraft Maintenance Squadron
  - 910th Maintenance Squadron
- 910th Mission Support Group
  - 910th Civil Engineer Squadron
  - 910th Security Forces Squadron
  - 910th Communications Squadron
  - 910th Logistics Readiness Squadron
  - 76th Aerial Port Squadron
  - 910th Force Support Squadron
- 910th Medical Squadron